# Loudetiopsis glabrata
Loudetiopsis glabrata là một loài thực vật có hoa trong họ Hòa thảo. Loài này được (K.Schum.) Conert mô tả khoa học đầu tiên năm 1957.